# Question tags
Question tag (końcówka pytająca), występuje także nazwa tag question (pytanie dorzucone) – pytanie zadane na końcu zdania twierdzącego mające na celu uzyskanie od rozmówcy odpowiedzi, czy zgadza się z jego treścią. Najbliższym polskim odpowiednikiem jest pytanie nieprawdaż?, prawda?, dobrze?, nie?, tak?, no nie?, czyż nie tak? zadawane na końcu zdania. W języku angielskim pytanie dorzucone tworzy się przy użyciu operatorów, którymi są czasowniki posiłkowe i modalne, co tworzy obfitość form. Każda z końcówek pytających jest w pełnej kongruencji co do osoby, liczby i czasu ze zdaniem głównym. Taka mnogość końcówek pytających jest charakterystyczna dla języka angielskiego. Ważnym elementem angielskich pytań dorzuconych jest intonacja, która dodatkowo pomaga odbiorcy zorientować się w nastawieniu mówiącego do zawartości zdania: czy wie i tylko prosi o potwierdzenie, czyli stosuje chwyt retoryczny, czy też question tag pełni rolę rzeczywistego pytania.

## Zasada tworzenia

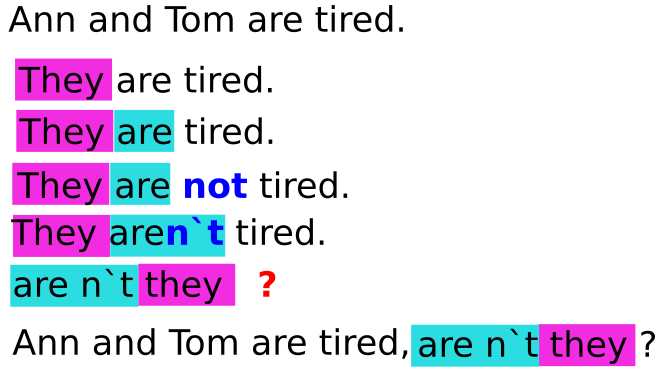
Tworzenie question tag

Aby utworzyć question tag, należy znaleźć podmiot zdania, zamienić go na zaimek, jeśli jest inną częścią mowy (możliwe jest także there). Następnie trzeba zlokalizować operator, potem zaś zaprzeczyć operator tak, aby otrzymać formę krótką, i zamienić szyk z zaimkiem. Operatorem mogą być: do, be, have w różnych formach (w zależności od czasu gramatycznego zdania) oraz czasowniki modalne.

### Przypadki szczególne
- Jeśli zdanie oznajmujące jest zaprzeczone, question tag jest twierdząca: It wasn’t shown to the public, was it? → Tego nie pokazano publicznie, prawda?
- Jeśli w zdaniu czasownik jest zaprzeczony nie wprost, traktuje się je jako zdanie zaprzeczone. Dotyczy to takich słów jak never, nobody, nothing, hardly, scarcely i little[2]: It’s hardly rained this summer, has it? → Prawie nie padało tego lata, prawda?
- Question tag dla I am jest aren’t I?[2]: I am late, aren’t I? → Spóźniłem się, prawda?
- Jeśli zdanie oznajmujące zawiera czasownik modalny, pełni on rolę operatora i tworzy question tag[3]: You can’t solve this problem, can you? → Nie możesz rozwiązać tego zadania, prawda?
- Jeśli zdanie jest w trybie rozkazującym, dla uprzejmego zaproszenia używa się w odmianie brytyjskiej won’t you?[2] Come in, won’t you? Jeśli tryb rozkazujący jest zaprzeczony, używa się will you?[2]: Don’t forget, will you? Jeśli mówiący chce wyrazić zniecierpliwienie, używa can’t you[2]: Shut up, can’t you? → Zamknij się, dobrze?
- Dla pierwszej osoby liczby mnogiej trybu rozkazującego (let’s) używa się shall we?[2]: Let’s throw a party, shall we? → Zróbmy imprezę, dobrze?
- Jeśli w zdaniu występują nothing i everything, w question tag reprezentuje je zaimek it[2]: Nothing can happen, can it? → Nic się nie stanie, prawda? Wyrazy nobody, anybody, somebody wymagają zaimka they[2]: Nobody phoned, did they? → Nikt nie dzwonił, prawda?
- Konstrukcje egzystencjalne there is, there are również mogą tworzyć question tags, rolę zaimka pełni there[2]: There is not much to say, is there? → Tu się nie da wiele więcej powiedzieć, prawda?
- W bardzo nieformalnym języku brytyjskim zamiast isn’t it? występuje innit?[4] i może być question tag do dowolnego czasownika, niekoniecznie be[5]: We all want to get highly paid jobs, innit? → Wszyscy chcemy mieć dobrze płatne prace, no nie?
- W języku potocznym mówi się też right? na końcu zdania[6]: You want to buy a new house, right? → Chesz kupić nowy dom, tak?

## Przegląd pytań dla wszystkich czasów
Tabela zawiera wszystkie możliwe question tags dla zdań twierdzących w czasach gramatycznych (bez czasowników modalnych).
| Czas gramatyczny              | Twierdzące question tags                                                           | Przeczące question tags                                                                      |
| ----------------------------- | ---------------------------------------------------------------------------------- | -------------------------------------------------------------------------------------------- |
| Czasy teraźniejsze            |                                                                                    |                                                                                              |
| Present Simple                | do I? do you? does he? does she? does it? do we? do they?                          | don’t I? don’t you? doesn’t he? doesn’t she? doesn’t it? don’t we? don’t they?               |
| Present Progressive           | am I? are you? is he? is she? is it? is there? wre we? are they?                   | aren’t I? aren’t you? isn’t he? isn’t she? isn’t it? aren’t we” aren’t they?                 |
| Present Perfect (Progressive) | have I? have you? has he? has she? has it? have we? have they?                     | haven’t I? haven’t you? hasn’t he? hasn’t she? hasn’t it? haven’t we? haven’t they?          |
| Czasy przeszłe                |                                                                                    |                                                                                              |
| Past Simple                   | did I? did you? did he? did she? did it? did we? did they?                         | didn’t I? didn’t you? didn’t he? didn’t she? didn’t it? didn’t we? didn’t they?              |
| Past Progressive              | was I? were you? was he? was she? was it? were we? were they?                      | wasn’t I? weren’t you? wasn’t he? wasn’t she? wasn’t it? weren’t we? weren’t they?           |
| Past Perfect (Progressive)    | had I? had you? had he? had she? had it? had we? had they?                         | hadn’t I? hadn’t you? hadn’t he? hadn’t she? hadn’t it? hadn’t we? hadn’t they?              |
| Czasy przyszłe                |                                                                                    |                                                                                              |
| Wszystkie czasy               | will I/shall I? will you? will he? will she? will it? shall we/will we? will they? | shan’t I/won’t I? won’t you? won’t he? won’t she? won’t it? shan’t we?/won’t we? won’t they? |

## Question tags bez negacji

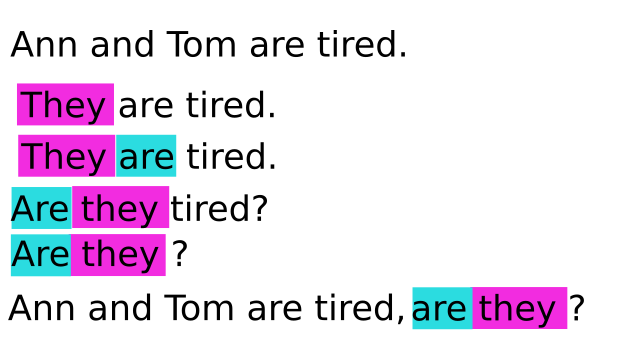
Tworzenie question tag bez negacji

Możliwe są również twierdzące question tags po zdaniach twierdzących. Często używa się ich w odpowiedzi na to, co było powiedziane, mówiący powtarza to, co usłyszał lub się dowiedział, a question tag ma wyrazić zainteresowanie, zdziwienie, troskę lub inną reakcję: So you are getting married, are you? → Więc mówisz, że się żenisz?
Question tags bez inwersji stosuje się również do zadawania pytań; w tej sytuacji w zdaniu głównym zgaduje sytuację, a w końcówce pyta, czy ma rację: Your mother’s at home, is she? → Twoja matka jest w domu, prawda?
Struktura przeczenie-przeczenie uważana jest za agresywną: You don’t like my cooking, don’t you? → Nie lubisz mojej kuchni, nie?

## Odpowiedź na question tag
Odpowiedź na pytanie zawarte w question tag odnosi się do zdania w trybie oznajmującym, a nie do pytania. Zdanie twierdzące (z pytającym tagiem) potwierdza się odpowiedzią pozytywną: It became stranger, didn’t it? – Yes, it did → Zrobiło się dziwniej, nie? – Tak. You didn’t know that, did you? – No → Nie wiedziałeś tego, prawda? – Nie.

## Elipsa
W zdaniach z question tags dość często omija się zaimek w zdaniu twierdzącym: Nice weather, isn’t it? → Ładna pogoda, prawda?
W zdaniach zaczynających się od I (don’t) think, przy tworzeniu question tags zwrot ten się pomija: I think he’s Norwegian, isn’t he? → Tak myślę, że jest Norwegiem.

## Intonacja
Question tag jest zaproszeniem do odpowiedzi na zdanie oznajmujące. Przeczące question tags oczekują na odpowiedź Yes, a twierdzące – na odpowiedź No.
- We’ve met before↘, haven’t we?↗ Yes.
- We’ve met before↘, haven’t we?↘ Yes.
- We haven’t met before↘, have we?↗ No.
- We haven’t met before↘, have we?↘ No.

Question tag może być artykułowany na dwa sposoby: z intonacją wznoszącą i opadającą. Jeśli intonacja się podnosi, znaczy to: „Nie jestem pewny, potwierdź lub zaprzecz”: He’s quite a friendly dog, isn’t he?↗ W tym zdaniu mówiący spotyka kolegę z psem, którego nie zna, i chce się zorientować, czy grozi mu niebezpieczeństwo.
Jeśli intonacja opada, mówiący daje do zrozumienia, że wie, iż zdanie jest prawdziwe, i oczekuje, że mówiący się z nim zgodzi:He’s quite a friendly dog, isn’t he?↘ W tym zdaniu mówiący psa zna albo wygłasza tę kwestię wprost do psa. W pytaniach o pogodę intonacja jest zawsze opadająca, gdyż tak mówiący, jak i jego rozmówca wiedzą, jaka jest pogoda: It’s a lovely day↘, isn’t it?↘ Yes, it’s absolutely wonderful.
Niezaprzeczone question tags wyrażają zainteresowanie i ich intonacja jest zawsze wznosząca: – Jenny wouldn’t do a thing like that. – Oh, so you know↘ her, do you?↗
Jeśli zdanie główne jest w trybie rozkazującym, intonacja question tag jest opadająca. Be careful↘, won’t you?↘